# بيتينا دكا
بيتينا دكا (بالمجرية: Dajka Bettina)‏ (من مواليد 2 أكتوبر 1990 في ميشكولتس) هي لاعبة كرة يد مجرية.

## الإنجازات
- البطولة الوطنية المجرية للسيدات :
  - الفائز : 2007
  - الميدالية الفضية : 2009 ، 2012
  - الميدالية البرونزية : 2008 ، 2011
- كأس المجر لكرة اليد للسيدات :
  - الميدالية الفضية : 2010
- كأس أبطال الكؤوس الأوروبية لكرة اليد للسيدات :
  - الفائز : 2011 ، 2012
  - الدور قبل النهائي : 2007
- بطولة الشباب الأوروبية :
  - الميدالية الفضية : 2009

## روابط خارجية
- Bettina Dajka بيانات حساب اللاعب على الموقع الرسمي لـ Ferencvárosi TC
- Bettina Dajka الإحصائيات المهنية في Worldhandball